# Lederhaut (Auge)
Die Lederhaut (lateinisch Sclera, im Deutschen auch Sklera; griechisch σκληρός sklēros, deutsch ‚hart‘) ist eine undurchsichtige, äußere Schicht des Auges. Aufgrund ihrer weißlichen Farbe wird sie auch weiße Augenhaut genannt. Sie umschließt den Augapfel fast vollständig und schützt ihn vor äußeren Einwirkungen. Zusammen mit der Cornea (Hornhaut) gehört sie zur äußeren Augenhaut, Tunica externa bulbi. Die Sklera reicht von der Eintrittsstelle des Sehnervs bis zur Hornhaut des Auges und wird von der Tenon-Kapsel, einer elastischen Membran, umschlossen.
Der sichtbare Teil der Sklera beim Menschen ist rund dreimal so groß wie bei den mehr als 200 Arten nichtmenschlicher Primaten. Dadurch ist die Augenbewegung und damit die Blickrichtung des Menschen deutlich besser zu erkennen.  Die Sklera ist somit Bestandteil der nonverbalen Kommunikation des Menschen.

## Aufbau
Die Sklera besteht aus einer kollagenbindegewebigen und gefäßarmen Eigenschicht (Substantia propria), die durch den Augeninnendruck gespannt wird. Ihr liegt außen die gefäßreiche Lamina episcleralis auf. Im Übergangsbereich zur Cornea wird die Sklera außen von der Tunica conjunctiva bulbi, einem Abschnitt der Bindehaut (Konjunktiva), überzogen.
Im Grenzbereich zwischen Cornea und Sklera, dem sogenannten Limbus (Saum), überdacht die Sklera die Hornhaut dachziegelartig (Korneoskleralfalz). Die Sklera ist an dieser Stelle durch einen innen anliegenden Bindegewebsring (Anulus sclerae) zum Skleralwulst verdickt, wo auch der Musculus ciliaris verankert ist.
Am hinteren Augenpol besitzt die Sklera eine, beim Menschen etwa 3,5 mm große Öffnung zum Durchtritt des Sehnervs in das Auge. Dieses Loch liegt beim Menschen rund 3 mm nach innen und 1 mm unterhalb der Fovea centralis. Es ist von einer mit zahlreichen Öffnungen versehenen Siebplatte (Lamina cribrosa sclerae) bedeckt. Hier geht die Lederhaut in die harte Hirnhaut des Sehnervens über.

## Blutgefäße
Die Blutversorgung der Sklera erfolgt vorwiegend über die Lamina episcleralis. Im Skleralwulst befindet sich ein Venengeflecht (Plexus venosus sclerae, Schlemm-Kanal), das dem Abfluss des Kammerwassers dient.
Die Endäste der Blutgefäße in der Konjunktiva des Saumbereichs werden als Randschlingennetz bezeichnet. Dieses spielt eine Rolle bei der Versorgung der an sich gefäßlosen Hornhaut. Bei Hornhautentzündungen können aus diesem Randschlingennetz Blutgefäße in die Cornea einsprossen.

## Erkrankungen
Erkrankungen der Sklera sind vor allem Entzündungen, die aber hier selten durch lokale Infektion, sondern durch systemische Autoimmunerkrankungen (z. B. Rheuma) oder Gicht, seltener durch Infektionserkrankungen (Syphilis, Borreliose, Herpes Zoster) zustande kommen. Das gilt besonders für die tiefe Skleritis (im Gegensatz zur Episkleritis).
Bei der Gelbsucht (Ikterus) kommt es zuerst zu einem Sklerenikterus (Gelbfärbung der Sklera), wenn das Gesamtbilirubin im Serum > 2 mg/dl (oder >34 µmol/l) ansteigt, danach wird die Haut und Schleimhaut ebenfalls gelb. Blaue Skleren treten bei Neugeborenen und bei zahlreichen Erkrankungen auf.
Daneben spielen Verletzungen der Sklera eine wichtige Rolle in der Augenheilkunde.

## Diagnostik
Der Blick auf die Skleren, also den weißen Teil des Auges, kann auf verschiedene Erkrankungen nicht nur am Auge hindeuten:
- Bei Entzündungen ist sie gerötet. Dabei ist die Konjunktivitis oberflächlich und daher verschieblich. Die Episkleritis ist oft umschrieben linsenförmig und druckschmerzhaft, die Skleritis diffus und schon spontan schmerzhaft, besonders nachts.
- Eine bläuliche Farbe deutet auf eine abgelaufene Entzündung hin (oder auf Osteogenesis imperfecta), ist aber bei Säuglingen oder sehr dünner Sklera normal.
- Eine Gelbfärbung tritt durch erhöhtes Bilirubin infolge einer Lebererkrankung oder ähnlichem auf.
- Eine schwärzliche Sklera weist auf eine Alkaptonurie hin.